# 頂何厝站
頂何厝站是位於臺灣臺中市西區的臺灣大道幹線公車站。2014年8月10日啟用時，為台中BRT藍線車站，2015年7月8日轉型為臺灣大道幹線公車站。

## 車站歷史
- 2014年8月10日：正式啟用。
- 2015年7月8日：臺中市快捷巴士系統廢除後，原藍線車站改為臺中市公車臺灣大道幹線的公車站，有臺中市公車300路、301路、302路、303路、304路、305路、306路、307路、308路停靠本站。[2]
- 2017年5月26日：增停機場接駁公車A2路。[3]
- 2017年7月7日：增停309路公車。[4] [5]

## 車站概要
車站位於臺灣大道二段及漢口路、東興路交界地面，於2014年8月10日正式啟用，車站分為兩座地面車站。

## 車站結構

### 車站車道配置
| 慢車道           |                                     |
| 側式月台（西行） |                                     |
| 公車專用車道     | ← 駛往靜宜大學方向（市政府站）      |
| 快車道           | 臺灣大道二段                        |
| 快車道           | 臺灣大道二段                        |
| 公車專用車道     | →駛往臺中火車站方向（忠明國小站） → |
| 側式月台（東行） |                                     |
| 慢車道           |                                     |

### 車站出入口
頂何厝站為兩座地面車站，單向共1處出口，雙向共2處。
- 東行站（往臺中火車站方向）出口設置位置：臺灣大道東興路口
- 西行站（往靜宜大學方向）出口設置位置：臺灣大道漢口路口

## 車站週邊
- 台中長榮桂冠酒店
- 永豐棧酒店
- 臺中市立漢口國民中學
- I Bike 頂何厝
- 何厝68套房 （页面存档备份，存于）
- 陽光盒子

## 公車轉乘資訊
台中市公車：
- 頂何厝（臺灣大道）：48、70、77、79、323、324、325、326
- 漢口臺灣大道口：127、199、199延
- 永豐棧酒店：70、127、199、199延

國道客運：
- 頂何厝（臺灣大道）：9015、9016

## 軼事
本站與鄰站忠明國小站只位於台灣大道二段及太原路一段／精誠路的十字路口的兩旁，區間距離非常短，被指浪費資源；然而臺中市交通局公共運輸處表示由於有鄰近的長者、飯店旅客及民眾有搭乘公車的需求，經考慮後仍有設站需要。